# Хаас, Эрнст Бернард
Эрнст Бернард Хаас (англ. Ernst Bernard Haas , 1924, Франкфурт — 6 марта 2003) — политолог, внесший большой вклад в теоретические дискуссии в области международных отношений. Считался ведущим специалистом по теории международных отношений. Основатель неофункционализма.
Член Американской академии искусств и наук, был консультантом многих национальных и международных организаций.

## Биография
В 1938 году семья Хааса эмигрировала в США. Учился в Чикагском университете. В 1943—1946 годах проходил службу в военной разведке армии США.
В Колумбийском университете получил степени бакалавра, затем магистра. В 1952 году защитил диссертацию в области публичного права и правительства.

### Частная жизнь
Хаас был женат на Хильдеральде Фогель Хаас (нем. Hildegarde Vogel Haas), в браке с которой родился сын Петер М. Хаас, по настоящее время был профессором политических наук в Массачусетском университете в Амхерсте.

### Карьера
Хаас начал свою академическую карьеру в 1951 году в Калифорнийском университете в Беркли, в котором проработал вплоть до своей смерти. Здесь он служил профессором департамента политических наук при правительстве.
В 1969—1973 годах был директором института международных исследований в этом же университете.
В июне 1999 года ушел в отставку, но продолжал преподавать.

## Интересы
Хаас понял, что традиционная европейская политика может быть существенно изменена путём либерализации перемещения капитала, товаров и услуг, однако, его анализ существенно отличается от классического либерализма.
Он явился основателем неофункционализма как подхода к изучению интеграции. Неофункционализм признает важность национальных государств, но и подчеркивает роль региональных групп интересов и бюрократии региональных организаций. Государства-члены создают первоначальные условия, а региональные группы интересов и международная бюрократия продвигают процесс вперед, при этом национальные правительства все чаще разрешают конфликты интересов путём наделения более широкими полномочиями региональных организаций, и граждане все чаще обращаются в региональные организации для решения проблем.

## Основные работы
- Примирение конфликтующих целей колониальной политики: принятие системы мандатов Лиги Наций, 1952.
- Баланс сил в качестве руководства для разработки политики, 1953.
- Единство Европы. Политические, социальные и экономические силы. — Stanford University Press, 1958[3].
- Международная интеграция: европейский и мировой процесс, 1961.
- Помимо национального государства. — Stanford University Press, 1964.
- Права человека и международные действия. — Stanford University Press, 1970.
- Глобальный евангелизм наступает снова: как защитить права человека без реальных мучений, 1978.
- Когда знание это сила: три модели изменения в международных организациях. — Berkeley: University Press, 1990.
- Осторожно: скользкий склон. Заметки к определению оправданного вмешательства, 1993.
- Национализм, либерализм и прогресс. Т. 1. Взлет и падение национализма. — Ithaca, NY: Cornell University Press, 1997.
- Национализм, либерализм и прогресс. Т. 2. Печальная участь новых государств. — Ithaca, NY: Cornell University Press, 2000.